# Ruth Millikan
Ruth Garrett Millikan (1933.) američka je filozofkinja, dobitnica je nagrade Jean Nicod za 2002. godinu. Doktorirala je na Sveučilište Yale. U filozofiju jezika uvela je pojam biosemantika.

## Djela
- Language, thought and other biological categories, The MIT Press, London, 1984., ISBN 978-0262631150
- Language: a biological model, Clarendon Press, Oxford, 2005., pdf  Arhivirana inačica izvorne stranice od 10. svibnja 2009. (Wayback Machine) ISBN 978-0199284771

Knjiga iz 2005. je zbornik stručnih radova, dostupna je u obliku pdf dokumenata putem interneta.

## Vanjske poveznice
- (engl.) Ruth Millikan Wins 2017 Rescher Prize, Daily Nous